# 吾妻神社 (二宮町)
吾妻神社（あずまじんじゃ）は、神奈川県中郡二宮町の吾妻山公園にある神社。

## 祭神
- 弟橘姫命
- 日本武尊

## 歴史
この神社の創建年代等については不詳であるが、言い伝えでは日本武尊が東征の折り浦賀水道で暴風に遭いそれをおさめるためその妃である弟橘姫命が入水し、その後弟橘姫命の櫛が流れ着き、それを祀ったのがこの神社とされる。なお、この神社は江戸時代の儒学者貝原益軒（1630年 - 1714年）の紀行文などにも記載されている。
1935年（昭和10年）10月、『横浜貿易新報』の読者投票により県下名勝史蹟四十五佳選に選定された。

## 所在地
- 神奈川県中郡二宮町山西1117